# René Rovera
René Rovera (Cannes, 21 de abril de 1968) es un deportista francés que compitió en duatlón. Ganó una medalla de plata en el Campeonato Mundial de Duatlón de Larga Distancia de 1998.

## Palmarés internacional
| Campeonato Mundial | Campeonato Mundial | Campeonato Mundial | Campeonato Mundial |
| Año                | Lugar              | Medalla            | Prueba             |
| ------------------ | ------------------ | ------------------ | ------------------ |
| 1998               | Zofingen ( Suiza)  | Medalla de plata   | Individual         |